# Francesco Nigetti
Francesco Nigetti (Firenze, 26 aprile 1603 – Firenze, 14 febbraio 1681) è stato un compositore, organista e musicologo italiano, noto per aver inventato il cembalo omnicordo (detto anche Proteo armonico), derivato dall'archicembalo di Nicola Vicentino.
Fu maestro di Giovanni Maria Casini, che fu da lui designato il 7 settembre 1678 come suo successore nel ruolo di primo organista della Cattedrale di Santa Maria del Fiore, incarico che ricoprì dal 30 luglio 1649 fino alla morte.